# Orangebröstad skogsskvätta
Orangebröstad skogsskvätta (Stiphrornis erythrothorax) är en fågel i familjen flugsnappare inom ordningen tättingar.

## Utbredning och systematik
Orangebröstad skogsskvätta delas in i fyra underarter med följande utbredning:
- Stiphrornis erythrothorax erythrothorax – Sierra Leone till sydvästra Ghana
- Stiphrornis erythrothorax gabonensis – Ghana österut till centrala Kamerun och norra Gabon; även ön Bioko i Guineabukten
- Stiphrornis erythrothorax dahomeyensis – södra Benin och sydöstra Ghana
- Stiphrornis erythrothorax inexpectatus – sydvästra Ghana

Tidigare inkorporerades även olivryggig skogsskvätta och gulbröstad skogsskvätta i arten, då med det svenska namnet enbart skogsskvätta.

## Status
IUCN kategoriserar arten som livskraftig.